# 杨家镇 (绵阳市)
杨家镇，是中华人民共和国四川省绵阳市涪城区下辖的一个乡镇级行政单位。2019年12月，撤销玉皇镇，将其所属行政区域划归杨家镇管辖，杨家镇人民政府驻兴杨路27号。

## 行政区划
杨家镇下辖以下地区：
场镇社区、罗汉寺村、王家桥村、高山寺村、柏林湾村、回龙寺村、云林村、万和村、川主庙村、朵朵树村、团阳寺村、高碑垭村和兴隆村。